# Жорж Фейдо
Жорж Фейд́о (фр. Georges Feydeau; 8 грудня 1862, Париж — 5 червня 1921, Рюей-Мальмезон, О-де-Сен) — французький комедіограф.
Народжений Леокадією Богуславою Залевською, батьком записаний письменник Ернест Фейдо, але вважається, що його справжнім батьком був або Наполеон III, або звідний брат імператора герцог де Морні, невизнаним дідусем якого чутки називали Талейрана. Перша п'єса Фейдо «Через вікно» була поставлена у 1882 році, коли автору ще не виповнилось 20 років. Цю виставу високо оцінив провідний драматург Ежен Лабіш.
Жорж Фейдо передчасно помер у псіхіатричній лікарні від наслідків сифілісу. Похований на цвинтарі Монмартр.